# Wetrjak (Kaliningrad)
Wetrjak (russisch Ветряк, deutsch Kublischken, 1938–1945 Steingrabenhof) ist eine Siedlung in der russischen Oblast Kaliningrad. Sie gehört zur kommunalen Selbstverwaltungseinheit Munizipalkreis Nesterow im Rajon Nesterow.
Der Ort befindet sich zwei Kilometer nordöstlich von Tschistyje Prudy unweit der im Personenverkehr nicht mehr betriebenen Bahnstrecke Gołdap–Nesterow und ist über eine Nebenstraße erreichbar. Laut der Volkszählung von 2021 ist er unbewohnt.

## Geschichte
Um 1780 war der zu dieser Zeit Kubillehlen genannte Ort ein kölmisches Gut. 1874 wurde der Gutsbezirk Kublischken dem neu gebildeten Amtsbezirk Tollmingkehmen im Kreis Goldap zugeordnet. 1928 wurde der Gutsbezirk Kublischken an die Landgemeinde Kiaunen (seit 1938: Rodenheim) angeschlossen. Dort wurde der Ortsteil 1938 in Steingrabenhof umbenannt. 1945 kam er in Folge des Zweiten Weltkrieges mit dem nördlichen Ostpreußen zur Sowjetunion.
Seit 1975 ist das ehemalige Kublischken/Steingrabenhof unter der russischen Bezeichnung Wetrjak als Siedlung im Dorfsowjet Tschistoprudnenski selski Sowet im Rajon Nesterow nachweisbar. Von 2008 bis 2018 gehörte Wetrjak zur Landgemeinde Tschistoprudnenskoje selskoe posselenije, von 2019 bis 2021 zum Stadtkreis Nesterow und seither zum Munizipalkreis Nesterow.

### Einwohnerentwicklung
| Jahr | Einwohner |
| ---- | --------- |
| 1867 | 53        |
| 1871 | 57        |
| 1885 | 54        |
| 1905 | 77        |
| 1910 | 68        |
| 1925 | 63        |
| 2002 | 10        |
| 2010 | 8         |

## Kirche
Kublischken resp. Steingrabenhof gehörte mit seiner mehrheitlich evangelischen Bevölkerung bis 1945 zum Kirchspiel Tollmingkehmen (Tollmingen), das innerhalb des Kirchenkreises Goldap (heute polnisch: Gołdap) in der Kirchenprovinz Ostpreußen der Kirche der Altpreußischen Union lag. Letzter deutscher Geistlicher war Pfarrer Emil Moysich.
Nach dem Verbot alles kirchlichen Lebens in der Zeit der Sowjetunion bildete sich in den 1990er Jahren in Tschistyje Prudy wieder eine evangelische Gemeinde. Sie ist Teil der neuerrichteten Propstei Kaliningrad in der Evangelisch-Lutherischen Kirche Europäisches Russland (ELKER) und wird von den Pfarrern der Salzburger Kirche in Gussew (Gumbinnen) betreut.